# ام‌اس اسویا کورونا
ام‌اس اسویا کورونا (به انگلیسی: MS Svea Corona) یک کشتی بود. این کشتی  در سال ۱۹۷۴ ساخته شد.